# Harti Kanoukov
 (décembre 2020).
Harti Badiévitch Kanoukov (en cyrillique russe : Харти Бадиевич Кануков, Zundov (ru), oblast de l'armée du Don, 5 décembre jul./17 décembre 1883gre.-Elista, 7 février 1933) est un politicien, militaire, révolutionnaire, journaliste, traducteur et écrivain russe d'origine kalmouke.

## Biographie
Il fut membre du Parti communiste et de l'Armée rouge, où il devint commissaire de brigade de cavalerie.
Bien qu'il naquit dans une famille demi-nomade, il put aller à l'école et devint professeur rural à Denisovski (1902-1908).
En 1908, la police l'arrêta pour avoir organisé une révolte syndicale, mais il fut immédiatement libéré sous surveillance. En 1909, il servit dans le régiment de cosaques où il revint plus tard, mais en 1915, il le quitta à cause d'une maladie.
De 1920 à 1921, il était assistant et chef d'Intelligence[Quoi ?].